# Il re del rock and roll
Il re del rock and rol (Rock, Rock, Rock!) è un film del 1956 diretto da Will Price e interpretato da alcuni cantanti rock'n'roll dell'epoca.

## Trama
Dori progetta con la sua amica Arabella di partecipare al ballo di fine anno della scuola. È innamorata dell'ambizioso cantante Tommy Rogers, ma rifiuta la sua offerta di partecipare a un concorso per talenti sponsorizzato da Alan Freed. Tuttavia, quando vede una nuova studentessa, Gloria Barker, che arriva e annuncia che indosserà un abito da sera senza spalline blu, Dori convince suo padre a darle dei soldi in modo che possa permettersi un vestito. Tuttavia, all'insaputa di Dori, suo padre le chiude i conti, e quando lei si reca a comprare il vestito non riesce a pagarlo: cerca allora di convincere il padre a darle i 30 dollari necessari, ma gliene dà solo quindici: Dori decide allora di chiedere un prestito all'amica Arabella. Dopo varie avventure, finalmente Dori partecipa al ballo di fine anno della scuola, dove si esibiscono una serie di artisti rock.

## Colonna sonora
Una parte della colonna sonora è contenuta nell'album Rock, Rock, Rock, pubblicato dalla Chess Records. Altri brani vennero pubblicati come singoli dai vari artisti partecipanti al film.

## Edizione italiana
L'edizione italiana uscì nel luglio 1957 a Torino, e venne stroncata da La Stampa.